# Michael Fink (Eishockeyspieler)
Michael Fink (* 25. September 1996 in Ostfildern, Deutschland) ist ein deutscher Eishockeyspieler, der zuletzt bei den Heilbronner Falken in der DEL2 auf der Position des Stürmers spielte.

## Karriere
Michael Fink begann seine Eishockey-Karriere in der Jugendabteilung des SC Bietigheim-Bissingen. Dort spielte er seit der Saison 2010/11 mit der U16-Mannschaft in der Schüler- und mit der U18-Mannschaft in der Jugend-Bundesliga. Zur Saison 2012/13 kam er zu einigen Einsätzen in der U20-Mannschaft, die in der Junioren-Bundesliga aufläuft. In der darauffolgenden Saison 2013/14 stand der Rechtsschütze ausschließlich für die U18-Mannschaft auf dem Eis und konnte mit dieser die Jugend-Bundesliga gewinnen. 
Ab der Saison 2014/15 stand der damals als „Perspektivspieler“ bezeichnete Fink im Kader der ersten Mannschaft des SC Bietigheim-Bissingen, den Bietigheim Steelers, die in der DEL2 spielen.
In der Saison 2017/18 stand Fink bei den Heilbronner Falken aus der DEL2 unter Vertrag, erhielt jedoch 2018 keinen neuen Vertrag.

## Erfolge und Auszeichnungen
- Meister der Jugend-Bundesliga mit der U18-Mannschaft des SC Bietigheim-Bissingen

## Karrierestatistik
(Legende zur Spielerstatistik: Sp oder GP = absolvierte Spiele; T oder G = erzielte Tore; V oder A = erzielte Assists; Pkt oder Pts = erzielte Scorerpunkte; SM oder PIM = erhaltene Strafminuten; +/− = Plus/Minus-Bilanz; PP = erzielte Überzahltore; SH = erzielte Unterzahltore; GW = erzielte Siegtore; 1 Play-downs/Relegation; Kursiv: Statistik nicht vollständig)